# 雪铁龙ZX
雪铁龙ZX是一款由法国汽车制造商雪铁龙在1991年至1998年之间生产的家用紧凑型轿车。
在20世纪90年代，雪铁龙ZX的主要竞争对手是在欧洲占主导地位的福特Escort和沃克斯豪尔/欧宝雅特，并用于取代1986年停产的雪铁龙GSA。
在BX曾试图同时满足紧凑型轿车市场和中型车市场，作为一款跨界车型，并提供一个更大的后备箱。 1993年雪铁龙ZX底盘也用于标致306，其是优秀的的标致205衍生型，但205相较于306和ZX更成功。雪铁龙Berlingo和标致Partner也使用同一平台。 1998年，ZX在欧洲停止生产和销售，其市场由雪铁龙赛纳接替。但是在1997年，ZX以神龙富康的名义投入市场，其改款C-Elysée两厢版持续销售至今。
一款轿车版变型车被命名为神龙富康988，该系列更成为1990年代末至2000年代初的出租車主流车型之一，不过很快被更换外观的雪铁龙爱丽舍取代，这两个车型均由标致雪铁龙集团在中国大陆的合资公司--神龙汽车生产。

## 概况
ZX于1991年3月16日发布。